# Pango
A Pango egy szövegrenderelő és megjelenítő függvénykönyvtár, melyet általában a GTK-val összekötve használnak. Támogatja a nemzetközi szövegek megjelenítését teljes körű Unicode kompatibilitással, valamint képek és egyéb widgetek megjelenítését. A kialakítása teljesen moduláris és bővíthető. Több független szakvélemény szerint a jelenleg elérhető leggyorsabb szövegmegjelenítő eszköz. A „Pango” név a görög „Pan” (Παν, minden) és a japán „Go” (語, nyelv) szavakból származik.